# Чемпионат мира по шоссейным велогонкам 1975
48-й Чемпионата мира по шоссейным велогонкам проводился в бельгийских городах Ивуар и Мете с 27 по 31 августа 1975.
Программа чемпионата включала групповые гонки у мужчин среди профессионалов и любителей и женщин,а также командную гонку на время у мужчин.

## Обзор
Нидерландец Хендрикус Кёйпер, завоевавший золотую медаль среди любителей в шоссейных гонках на Олимпийских играх 1972 года в Мюнхене, стал чемпионом мира среди профессионалов. За 26 километров до финиша он вырвался вперёд, пока его соперники, в том числе сильные бельгийцы Роже де Вламинк, Эдди Меркс и Люсьен Ван Импе, пытались контролировать друг друга в группе из десяти человек. При этом Меркс мог в четвертый раз стать чемпионом мира в родной стране. Однако Кёйперу удалось увеличить своё преимущество до 17 секунд, что позволило ему финишировать первым. Всего только 28 из 79 стартовавших гонщиков пересекли финишную черту, среди которых где не было ни одного немецкого гонщика. Двое были дисквалифицированы: после неисправности Дитрих Турау поменялся велосипедом с Гюнтером Харицем, что было разрешено на гранд-турах, но не на чемпионате мира. Остальные сошли по ходу гонки.
Среди женщин стартовали 44 гонщицы. Советских спортсменки, которые годами доминировали в женском велоспорте, не участвовали. Впервые выступили ливанские велогонщицы, которые были представлены двумя спортсменками.
В командной гонке на время немецкая сборная заняла восьмое место, что считалось успехом после гораздо худших мест в предыдущие годы, тем более что этот результат обеспечил им квалификацию на Олимпийские игры 1976 года в Монреале. Популярная у публики четвёрка из Саудовской Аравии заняла в это гонке последнее место, отстав от первого места примерно на пять минут.

## Призёры
| Велогонка                     | Золото                                                                          | Золото   | Серебро                                                                         | Серебро | Бронза                                                                              | Бронза |
| ----------------------------- | ------------------------------------------------------------------------------- | -------- | ------------------------------------------------------------------------------- | ------- | ----------------------------------------------------------------------------------- | ------ |
| Мужчины                       |                                                                                 |          |                                                                                 |         |                                                                                     |        |
| Групповая гонка Профессионалы | Хендрикус Кёйпер · Нидерланды                                                   | 6ч39’19" | Роже де Вламинк · Бельгия                                                       | +17"    | Жан-Пьер Дангийом · Франция                                                         | +17"   |
| Групповая гонка Любители      | Андре Геверс · Нидерланды                                                       |          | Свен-Оке Нильссон · Швеция                                                      |         | Роберто Черути · Италия                                                             |        |
| Командная гонка Сборные       | Польша · Мечислав Новицки · Рышард Шурковский · Станислав Шозда · Тадеуш Мытник |          | СССР · Геннадий Комнатов · Валерий Чаплыгин · Ааво Пиккуус · Владимир Каминский |         | Чехословакия · Петр Матушек · Властимил Моравец · Владимир Вондрачек · Петр Бухачек |        |
| Женщины                       |                                                                                 |          |                                                                                 |         |                                                                                     |        |
| Групповая гонка               | Тинеке Фопма · Нидерланды                                                       |          | Женевьева Гамбийон · Франция                                                    |         | Кети ван Остен-Хаге · Нидерланды                                                    |        |

## Медальный зачёт
*   Принимающая страна (Бельгия)
| Место          | Страна         | Золото | Серебро | Бронза | Всего |
| -------------- | -------------- | ------ | ------- | ------ | ----- |
| 1              | Нидерланды     | 3      | 0       | 1      | 4     |
| 2              | Польша         | 1      | 0       | 0      | 1     |
| 3              | Франция        | 0      | 1       | 1      | 2     |
| 4              | Бельгия*       | 0      | 1       | 0      | 1     |
| 4              | СССР           | 0      | 1       | 0      | 1     |
| 4              | Швеция         | 0      | 1       | 0      | 1     |
| 7              | Италия         | 0      | 0       | 1      | 1     |
| 7              | Чехословакия   | 0      | 0       | 1      | 1     |
| Всего стран: 8 | Всего стран: 8 | 4      | 4       | 4      | 12    |